# Colangia multipalifera
Colangia multipalifera är en korallart som beskrevs av Stephen D. Cairns 2000. Colangia multipalifera ingår i släktet Colangia och familjen Caryophylliidae. Inga underarter finns listade i Catalogue of Life.